# Birgit Sippel
Birgit Sippel (ur. 29 stycznia 1960 w Bochum) – niemiecka polityk i związkowiec, posłanka do Parlamentu Europejskiego VII, VIII, IX i X kadencji.

## Życiorys
Po zakończeniu nauki była pracownicą w fabryce przetwórstwa metali. Później kierowała biurami poselskimi eurodeputowanego Helmuta Kuhne. Prowadziła także działalność w ramach związku zawodowego Industriegewerkschaft Metall. W 1982 wstąpiła do Socjaldemokratycznej Partii Niemiec. W 1996 weszła w skład władz tego ugrupowania, a w 2005 została przewodniczącą partii w powiecie Hochsauerland.
W wyborach w 2009 uzyskała mandat deputowanej do Parlamentu Europejskiego z ramienia SPD. Przystąpiła do grupy Postępowego Sojuszu Socjalistów i Demokratów, a także do Komisji Wolności Obywatelskich, Sprawiedliwości i Spraw Wewnętrznych. W 2014, 2019 i 2024 z powodzeniem ubiegała się o europarlamentarną reelekcję.